# Apatin

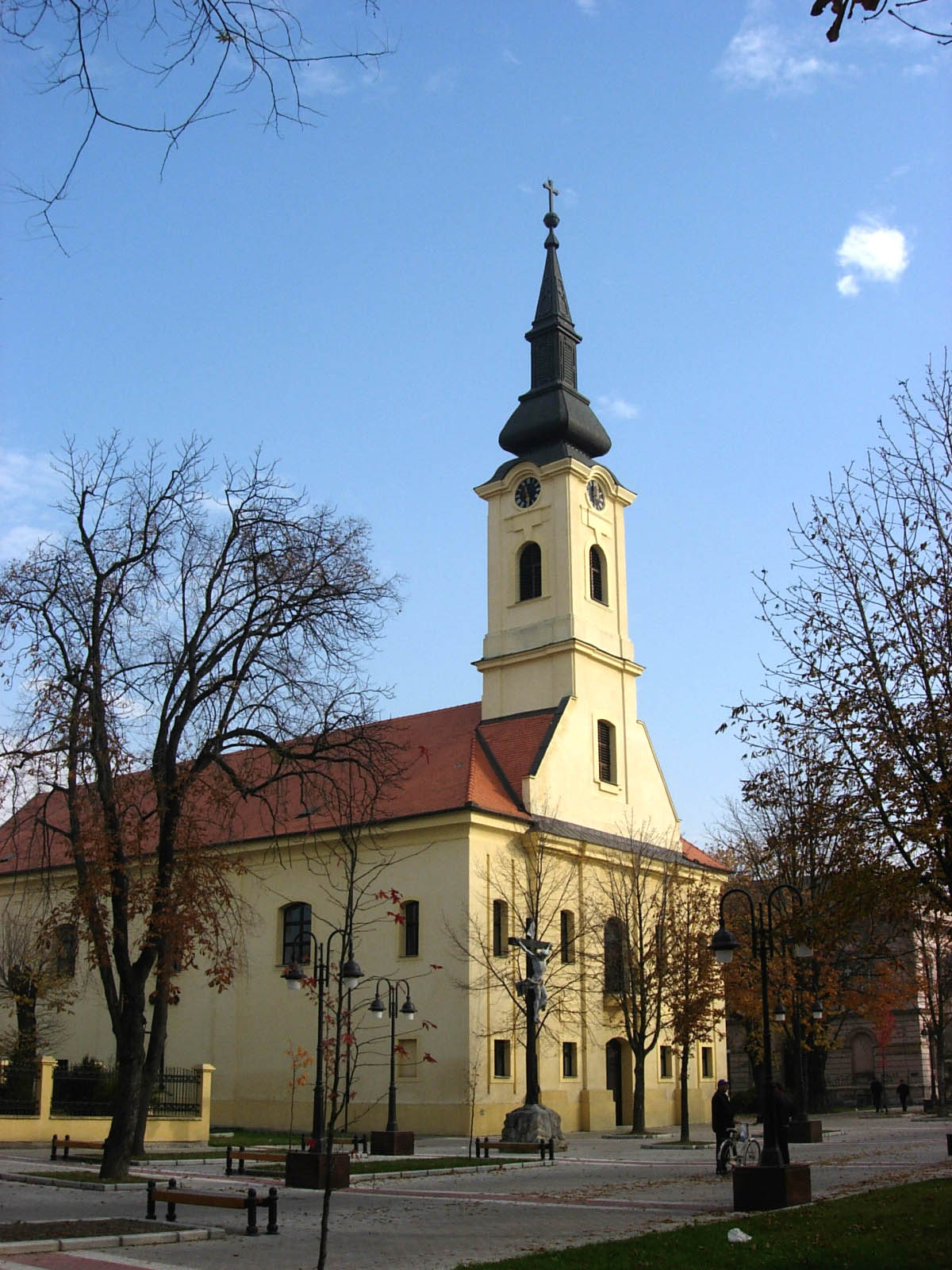
Kościół katolicki w Apatinie

Apatin (cyr. Апатин) – miasto w Serbii, w Wojwodinie, w okręgu zachodniobackim, siedziba gminy Apatin. Leży nad Dunajem w regionie Baczka. W 2011 roku liczyło 17 411 mieszkańców.
W mieście znajduje się stocznia rzeczna, port rybacki oraz browar. Swą siedzibę ma tu klub piłkarski Mladost Apatin.
W mieście rozwinął się przemysł chemiczny, drzewny i włókienniczy.